# Ghilarovus daliensis
Ghilarovus daliensis är en kvalsterart som beskrevs av Yamamoto och Aoki 2000. Ghilarovus daliensis ingår i släktet Ghilarovus och familjen Zetomotrichidae. Inga underarter finns listade i Catalogue of Life.